# Anna (Comic)
Anna ist ein Comic von Mia Oberländer. Vor dem Hintergrund eines kleinen Dorfes erzählt sie darin die Geschichte dreier Frauen, die unter ihrer Körpergröße leiden. Im Comic geht es laut Autorin vor allem um Selbstwahrnehmung und Einflüsse auf das eigene Selbstbild. Anna kam im September 2021 bei Edition Moderne heraus und wurde mehrfach übersetzt. Das Werk erhielt einschlägige Auszeichnungen und wurde von Kritikern positiv beurteilt.

## Inhalt
Anna spielt in dem Dorf Bad Hohenheim und erzählt in zwölf nicht chronologisch angeordneten Kapiteln von drei hochgewachsenen Protagonistinnen, die alle den Namen Anna tragen. Alle drei leiden unter ihrer enormen Körpergröße wegen ihrer langen Beine, die sich mit jeder Generation zunehmend mehr ausprägt. Sie werden von den übrigen Dorfbewohnern meist gemieden. Die Geschichte beginnt mit Anna 3, der jüngsten Frau in der Familie. Wie ihre Mutter ist sie etwa 4 m groß. Sie erzählt im Rückblick ihre Geschichte sowie die ihrer Mutter (Anna 2) und Großmutter (Anna 1).
Anna 1 ist zwar groß gewachsen, ihre Statur gilt im Heimatdorf aber noch als annehmbar, was auch an ihrem guten Aussehen liegt. Sie genießt im Dorf noch einigermaßen Anerkennung. In den 1960er Jahren bringt sie ein riesiges Baby zur Welt. Die Beine überragen den Kinderwagen, auf dem Dreirad reichen Anna 2 die Knie bis an die Ohren. In ihrer Kindheit wird ihr beigebracht, dass man nichts wegen ihrer Größe tun kann, sie sich allerdings angemessen zu verhalten hat. Man sagt ihr außerdem, dass nur schwule Männer, die ihre Sexualität unterdrücken, sich zu großen Frauen hingezogen fühlen. Oder Anna 1 zeigt ihrer Tochter einen Fernsehbeitrag, laut dem große Frauen keinen Partner finden. Deswegen versucht Anna 2 unter anderem, ihre Beine im Sitzen bis zum Kinn hochzuziehen, um möglichst wenig Raum einzunehmen.
Während die Mutter noch sehr unmittelbar mit der Größe ihrer Tochter zurechtkommen muss, leidet Anna 2 auch Jahre später noch wegen ihrer „schrecklichen Unproportionalität“. Sie verlässt das Dorf, kehrt nach einiger Zeit allerdings wieder in ihre Heimat zurück und ist mittlerweile selber Mutter. Sie selbst versucht, Anna 3 anders zu erziehen und nicht wegen ihrer Größe zu stigmatisieren. Anna 3 leidet durch das Dorfumfeld ebenso wie ihre Mutter, kann aber insgesamt entspannter mit der Situation umgehen. Als Jugendliche kann sie sogar gelegentlich von ihrer Körpergröße profitieren und hat zum Beispiel kaum Probleme, ohne Ausweis in die örtliche Diskothek zu gelangen. Sie verliebt sich in den ebenfalls großgewachsenen Bademeister Marco – die beiden lernen sich zufällig und ganz unbefangen auf einem Berggipfel kennen – und findet mit ihm endlich jemanden auf Augenhöhe.

## Entstehung und Stil
Häufig geht es laut Oberländer in ihren Geschichten um zwischenmenschliche Probleme, ohne dass sie sich dieses Thema explizit vornehme, sondern sie „komme da einfach immer wieder an“. Irritierende Alltagserlebnisse oder Gespräche assoziiere sie am Ende fast immer mit dem „Grundproblem“ zwischenmenschlichen Verhaltens – „[w]ie man so ist und wie man sein will und wie das mit dem Umfeld zusammenpasst“. Als Anregung für Anna habe ihre eigene Familie gedient, dabei „ging es bei uns um die Körpergröße in Kombination mit Dünnsein“. Insbesondere mit ihrer Mutter führte sie während des Entstehungsprozesses regelmäßig Gespräche zum Comic. Mit 1,75 m Körpergröße sei Oberländer selbst zwar nicht so hochgewachsen, habe sich aber dennoch lange als Riesin gefühlt. Auch wenn der Comic auf einem persönlichen Problem beruhe, sei kein Einzelschicksal dargestellt. Durch die bewusst übertriebene Darstellung soll der „jeweilige ‚Makel‘“ austauschbar bleiben. Es gehe ihr vor allem um Selbstwahrnehmung und den Einfluss des (familiären) Umfelds auf das eigene Selbstbild.
Oberländer zeichnete ihr Erstlingswerk mit Bleistift in einer klaren Linienführung und mit kräftigen schwarzen Strichen. Viele Flächen lässt sie weiß, die starken Farben kommen reduziert zum Einsatz. Strenge Konturen grenzen die kräftigen Farbflächen voneinander ab. Die verschiedenen Zeitebenen verdeutlicht sie durch unterschiedliche Farbgebung und Stile: So ist beispielsweise die Kindheit von Anna 1 in Schwarz-Weiß gehalten, die späten 1950er sind Rostbraun koloriert. Gestik, Mimik und Proportionen der Figuren sind stark überzeichnet, etwa durch überlange Gliedmaßen oder gelegentliche Verrenkungen. Insbesondere die überlangen Beine der drei Annas sind prägend für die Darstellung der Figuren. Die Beine verknoten sich beispielsweise beim Schwimmen, sie stoßen an den Panelrand, ragen zum Teil über diesen hinaus oder erstrecken sich über mehrere Panels. Dabei stehen die Darstellungen und deren situative Veränderungen häufig im Einklang mit den Emotionen der Figuren. Anna 3 hält etwa einen Monolog, während sie auf einer Bergspitze sitzt. Währenddessen wachsen ihre Beine immer weiter, bis sie sogar den Berggipfel überragt. Am Ende des emotionalen Monologs schrumpfen ihre Beine wieder. Der Comic ist im Stil eines Tagebuchs verfasst und bildet den Handlungsrahmen. Anna 3 erzählt retrospektiv die Geschichten der Figuren. Das abwechslungsreiche Lettering wirkt wie handschriftliche Notizen auf liniertem Papier. Der Text steht meist über den Illustrationen, Oberländer verwendet aber auch Sprechblasen. Mal setzt sie die Schrift in schlanken, leicht geneigten Großbuchstaben um, an anderer Stelle in altmodisch wirkender Schreibschrift.

## Veröffentlichungen
Anna erschien im September 2021 bei Edition Moderne, im November 2022 folgte eine zweite Auflage. Im März 2022 veröffentlichte Atrabile eine französische Ausgabe. Bei Fantagraphics Books folgte im März 2024 eine englische Übersetzung von Nika Knight und im Mai 2025 eine spanische Fassung bei Salamandra Graphic.

## Auszeichnungen
Als siebte Preisträgerin erhielt Oberländer aus 105 Bewerbern 2021 für Anna den mit 20.000 EUR dotierten Comicbuchpreis der Berthold Leibinger Stiftung. In der Begründung durch den Jury-Vorsitzenden Andreas Platthaus heißt es, mit Anna habe die Comickünstlerin ein „ebenso witziges wie herausforderndes Lehrstück geschrieben und gezeichnet“. Dabei erzähle sie „nicht mit erhobenem Zeigefinger [...], sondern als Groteske mit Tiefgang“. Das Werk wolle denjenigen Mut machen, die wegen Äußerlichkeiten ausgegrenzt werden.
Im Jahr 2022 wurde Oberländer für Anna mit dem Sonderpreis „Neue Talente“ Illustration beim Deutschen Jugendliteraturpreis ausgezeichnet. In der Begründung der Jury heißt es, „Großsein […] und Großwerden gleicht einem unermüdlichen Gipfelsturm und [Oberländer] bearbeitet diese […] auf grafisch stilisierenden und farbflächigen Bildtafeln wie durch raffinierte typografische Setzungen mit Verve und Humor“. Die Gemeinschaft des kleinen Bergdorfs, in dem die drei Annas „leben und leiden“, sei von „Vorurteilen und Diskriminierung geprägt“. Oberländer schaffe es durch „bildnerische Freistellung der Figuren und Überzeichnung von Mimik wie Körperproportionen […] das Denken, Fühlen und Handeln der Protagonistinnen“ meisterhaft zu inszenieren.

## Kritiken
Laut Eva Königshofen in der Tageszeitung ist Anna eine Mischung aus „Portrait gleich mehrerer Generationen, Familienaufstellung und Coming-of-Age-Story“. Die Geschichte stehe metaphorisch „fürs Nicht-ganz-Reinpassen, für ungewolltes Auffallen, aber auch vermeintliches Drüberstehen“. Sowohl die sprachliche als auch die Bildebene zeugen von „mal schrägem, mal trockenem und immer feinem Humor“.
Im Tagesspiegel hält Barbara Buchholz fest, Anna erzähle mit „besonderen grafischen Mitteln von großen Frauen“ und behandele „anhand dreier Generationen Frauen das Großsein als Zeichen für Anderssein und als Ursache für Ausgrenzung“.
Rezensentin Martina Knoben zeigt sich in der Süddeutschen Zeitung ebenfalls angetan von Oberländers Debüt, mit dem sie sämtliche Möglichkeiten des Mediums Comic ausschöpfe. Den teilweise „sehr humorvollen Zeichnungen“ sehe man „nicht nur das Talent, sondern auch die Freude am eigenen Handwerk an“. Dadurch gewinne die recht schwermütige Geschichte an Leichtigkeit.
Zur englischen Ausgabe schreibt Lydia Turner auf brokenfrontier.com, dass Anna eine Fabel über Generationstrauma und radikale weibliche Akzeptanz ist. Im Kern werde die Geschichte durch ihre feministische Allegorie vorangetrieben; die Annas seien wortwörtlich zu groß für ein kleingeistiges Dorf. Bad Hohenheim erscheine zunächst idyllisch, schließe aber schnell Menschen jenseits der akzeptierten Norm aus. Ironischerweise zeichne Oberländer die Dorfbewohner so grotesk und übertrieben, dass gerade die Annas im Vergleich normal wirkten. Das Lettering falle fantastisch aus und füge jeder Seite eine persönliche Note hinzu.